# Droga wojewódzka nr 312

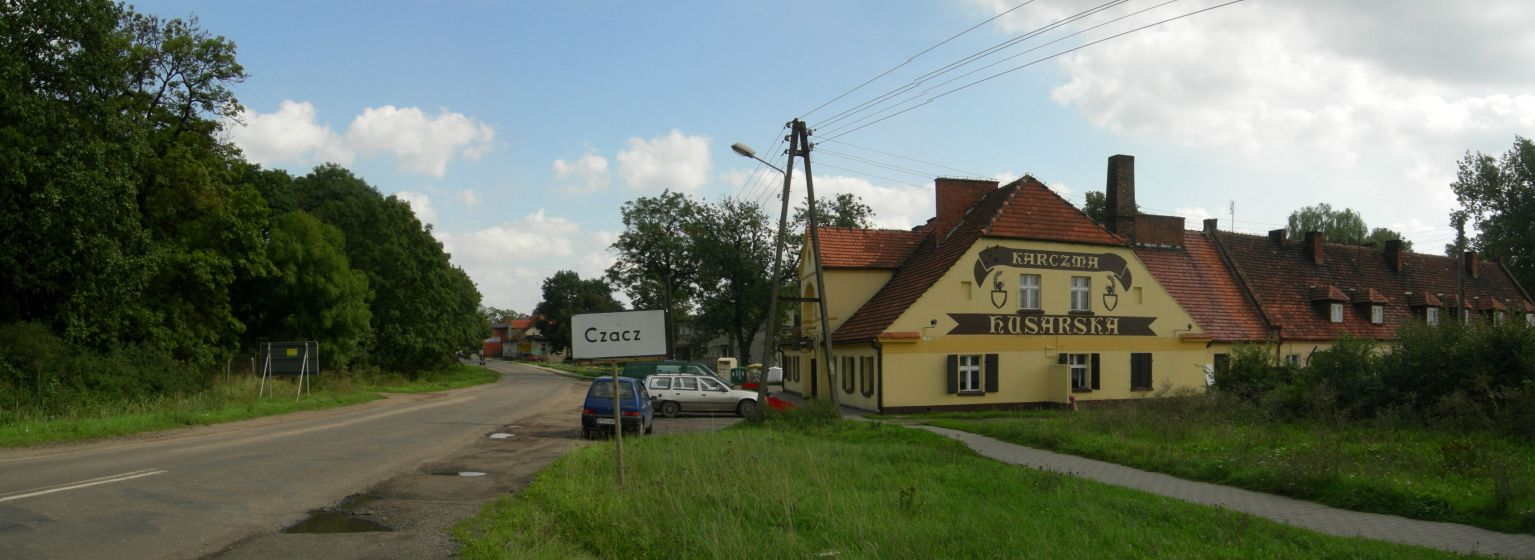
Gorszy stan drogi w miejscowości Czacz (2006)

Droga wojewódzka nr 312 (DW312) – droga wojewódzka klasy G o długości 24,5 km, łącząca DK32 w Rakoniewicach z Czaczem i starym śladem drogi krajowej nr 5, przeklasyfikowanym na odcinku od węzła Mosina do węzła Lipno na drogę powiatową.
Na odcinku Wielichowo – Wilkowo Polskie wzdłuż drogi biegnie nieczynny fragment wąskotorowej linii kolejowej z Rakoniewic do Krzywinia.

## Nieścisłości przebiegu
W maju 2020 roku na OpenStreetMap (OSM) oraz mapie Wielkopolskiego Zarządu Dróg Wojewódzkich (WZDW) droga została wydłużona do węzła Śmigiel Północ (nr 42) z drogą ekspresową nr S5. Pomimo ustalonego przebiegu w oficjalnych dokumentach błąd dotyczący odcinka Czacz – węzeł Śmigiel Północ nadal jest przedstawiany przez WZDW – został on naprawiony w OSM.

## Miejscowości leżące przy trasie DW312
- Rakoniewice
- Wielichowo
- Ziemin
- Śniaty
- Wilkowo Polskie
- Karśnice
- Czacz